# Mikołaj Dunin
Mikołaj Dunin herbu Łabędź (zm. przed 27 maja 1755 roku) – cześnik radomski w 1750 roku.
Poseł na sejm nadzwyczajny 1750 roku z województwa bracławskiego. 